# Stanisław Skalski (lotnik)
Stanisław Skalski (ur. 14 listopada?/27 listopada 1915 w Kodymie, zm. 12 listopada 2004 w Warszawie) – polski as myśliwski okresu II wojny światowej o najwyższej liczbie zestrzeleń wśród polskich pilotów, generał brygady pilot Wojska Polskiego, podpułkownik (ang. wing commander) Królewskich Sił Powietrznych.
Absolwent Szkoły Podchorążych Lotnictwa w Dęblinie (XI promocja, 67 lokata). Walczył we wrześniu 1939, będąc dowódcą klucza w 142. eskadrze myśliwskiej. Od jesieni 1940 walczył w Anglii, uczestniczył m.in. w powietrznej bitwie o Anglię. Dowodził następnie eskadrą w dywizjonie 306 i 316, dywizjonem 317, eskadrą zwaną „Cyrkiem Skalskiego” w Tunezji, brytyjskim dywizjonem 601 na Malcie i w końcu 133 Polskim Skrzydłem Myśliwskim. Oficjalnie zaliczono mu zestrzelenie 18 i 11/12 samolotów oraz 2 prawdopodobnie. Odznaczony m.in. Krzyżem Złotym i Krzyżem Srebrnym Orderu Wojennego Virtuti Militari. 
W 1947 powrócił do Polski, gdzie został przez władze stalinowskie oskarżony o zdradę i skazany na karę śmierci, po czym wyrok zamieniono na dożywocie. Został zrehabilitowany w 1956. Jest autorem wspomnień z kampanii wrześniowej pt. Czarne krzyże nad Polską. Po 1989 polityk, współtwórca partii politycznej Przymierze Samoobrona, wcześniej m.in. działacz Związku Bojowników o Wolność i Demokrację, a także Rady Ochrony Pamięci Walk i Męczeństwa, sygnatariusz Listu 59.

## Dzieciństwo i młodość
Urodził się 27 listopada 1915 w Kodymie koło Odessy w rodzinie agronoma, jako jedyne dziecko Szymona i Józefy z domu Biernat. Do Polski rodzina przeniosła się po odzyskaniu niepodległości w 1918. Zamieszkali w Dubnie, gdzie Stanisław ukończył Gimnazjum Realne im. Stanisława Konarskiego, zdając maturę w 1933. Już wówczas myślał o lotnictwie. Ze studiów na Politechnice Warszawskiej, a potem w Szkole Nauk Politycznych, zrezygnował szybko. Czas spędzał głównie w Aeroklubie Mokotowskim, by popatrzeć na loty, posprzątać hangary czy umyć samolot. Skończył kurs szybowcowy w Polichnie zdobywając kategorię A a następnie B pilota szybowcowego oraz odbył lotnicze przysposobienie wojskowe. W 1935 porzucił studia i wstąpił do wojska. W kwietniu 1935 uczestniczył w Kursie Pilotażu Motorowego w Łucku. Odbył szkolenie w Szkole Podchorążych Rezerwy Piechoty w Zambrowie. W 1936 dostał się do Szkoły Podchorążych Lotnictwa w Dęblinie („Szkoły Orląt”), absolwent tej uczelni (XI promocja, 67. lokata). Następnie odbył przeszkolenie myśliwskie w Wyższej Szkole Pilotażu w Grudziądzu, które ukończył w 1938. Służył w stopniu kaprala podchorążego (w tym czasie trzykrotnie był karany sankcją aresztu: 14 dni za obrazę przełożonego, 7 dni za celowe, zbyt późne otwarcie spadochronu, 3 dni za zamiar uczestnictwa w wojnie przeciw Japonii po stronie Chin). Na stopień podporucznika został mianowany ze starszeństwem z 1 października 1938 i 67. lokatą w korpusie oficerów lotnictwa, grupa liniowa. Został wcielony do 4 pułku lotniczego w Toruniu i przydzielony do 142 eskadry myśliwskiej na stanowisko pilota.

## II wojna światowa

### Wojna obronna Polski 1939
Gdy wybuchła II wojna światowa służył w 142 eskadrze myśliwskiej III/4 dywizjonu myśliwskiego w Toruniu. Latał standardowym polskim myśliwcem PZL P.11c. Już 1 września brał udział w ataku na samolot rozpoznawczy Henschel Hs 126 zakończonym zestrzeleniem niemieckiej maszyny, które zaliczono Marianowi Pisarkowi. Skalski wylądował obok zestrzelonego samolotu, opatrzył załogę i pomógł umieścić ją w szpitalu, chroniąc ją przed linczem tłumu – było to wyjątkowe zachowanie, nawiązujące do rycerskich tradycji z początków lotnictwa myśliwskiego, niespotykane podczas II wojny światowej. Pierwsze zestrzelenia Skalski uzyskał 2 września (2 bombowce Dornier Do 17). 3 września zestrzelił zespołowo samolot Hs 126 i samodzielnie drugi, a 4 września bombowiec Junkers Ju 87. Łącznie w ciągu pierwszego tygodnia wojny strącił 5 niemieckich samolotów, to rekord kampanii wrześniowej. Tym samym stał się najskuteczniejszym polskim lotnikiem tego okresu i pierwszym alianckim asem II wojny światowej (tytuł ten przyznawano zwyczajowo pilotom, którzy strącili pięć lub więcej wrogich samolotów). W późniejszym okresie kampanii wykonał jeszcze kilka lotów na rozpoznanie i atakowanie celów naziemnych, bez walk powietrznych. Ogółem podczas kampanii odbył 26 godzin lotów. Wysłany został z grupą Tadeusza Rolskiego do Rumunii w celu odbioru samolotów, jakie ewentualnie miały tam dotrzeć z Francji (do czego ostatecznie nie doszło). 17 września 1939 w rejonie Śniatynia przekroczył granicę państwową z Rumunią. 

### Bitwa o Anglię
Po kampanii wrześniowej Skalski przedostał się do portu Bałczik skąd na pokładzie statku „Aghios Nikolaus” przepłynął, przez Bejrut, do Marsylii. Trafił do polskiej bazy lotniczej w Lyon-Bron, a w styczniu 1940 został stamtąd skierowany do Wielkiej Brytanii. Do Anglii przybył 27 stycznia i został skierowany na  przeszkolenie w pilotażu brytyjskich samolotów. Został wcielony do Royal Air Force Volunteer Reserve, otrzymał numer służbowy Royal Air Force 76710 i 4 lipca trafił na szkolenie do 1 School of Army Cooperation w Old Sarurm. 14 lipca został skierowany na dalsze szkolenie w 6 Operational Training Unit (OTU) w Sutton Bridge. Od 3 do 11 sierpnia 1940 latał w składzie 302 dywizjonu. Pod koniec sierpnia został przydzielony do brytyjskiego 501 dywizjonu myśliwskiego RAF, w składzie którego wziął udział w bitwie o Anglię. Latał myśliwcem Hawker Hurricane. Już pierwszego dnia, 30 sierpnia 1940 zestrzelił bombowiec He 111. W ciągu kolejnych dni zestrzelił kilka dalszych samolotów (31 sierpnia Messerschmitt Bf 109, 2 września 2 Bf 109, lecz sam musiał przymusowo lądować). 5 września 1940 sam został zestrzelony nad Anglią, lecz mocno poparzony zdołał z trudem wydostać się z płonącej kabiny i wyskoczyć ze spadochronem, odniósł przy tym kontuzję. Do latania powrócił pod koniec października 1940. 8 listopada 1940 zaliczono mu zespołowe zniszczenie Bf 109.

### Działania nad Europą Zachodnią
25 lutego 1941 Skalski został przeniesiony do polskiego 306 dywizjonu, wykonującego w tym okresie loty bojowe nad okupowaną Europę. Wiosną 1941 został awansowany do stopnia porucznika w Polskich Siłach Zbrojnych oraz do stopnia porucznika, po czym w lipcu 1941 do stopnia kapitana w RAF. Otrzymał wówczas dowództwo eskadry B (flight B) dywizjonu. Latał od tej pory na myśliwcach Supermarine Spitfire. Między lipcem a wrześniem zaliczono Skalskiemu zestrzelenie nad Francją 5 myśliwców Bf 109, jednakże weryfikacja tych zwycięstw jest utrudniona. We wrześniu 1941 Skalski został wysłany na odpoczynek od latania bojowego. Powrócił 1 marca 1942, zostając dowódcą eskadry w polskim 316 dywizjonie, stacjonującym w Northolt. Na początku maja 1942 został dowódcą polskiego 317 dywizjonu, awansując na brytyjski stopień Squadron Leader (major), jednocześnie otrzymując w tym roku awans do stopnia kapitana w PSZ. Od listopada 1942 miał ponownie przerwę w lataniu bojowym, zostając instruktorem 58. Jednostki Szkolenia Operacyjnego (58. OTU) w Grangemouth.

### Afryka Północna i Sycylia

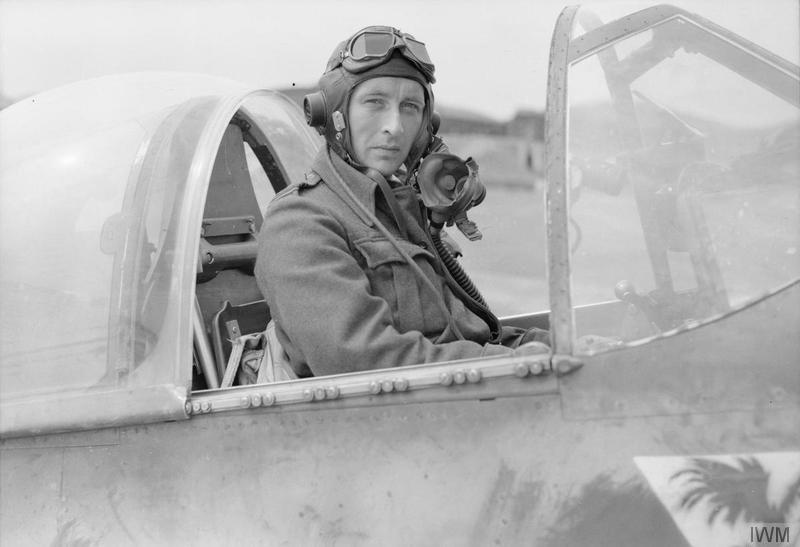
Stanisław Skalski w 1943

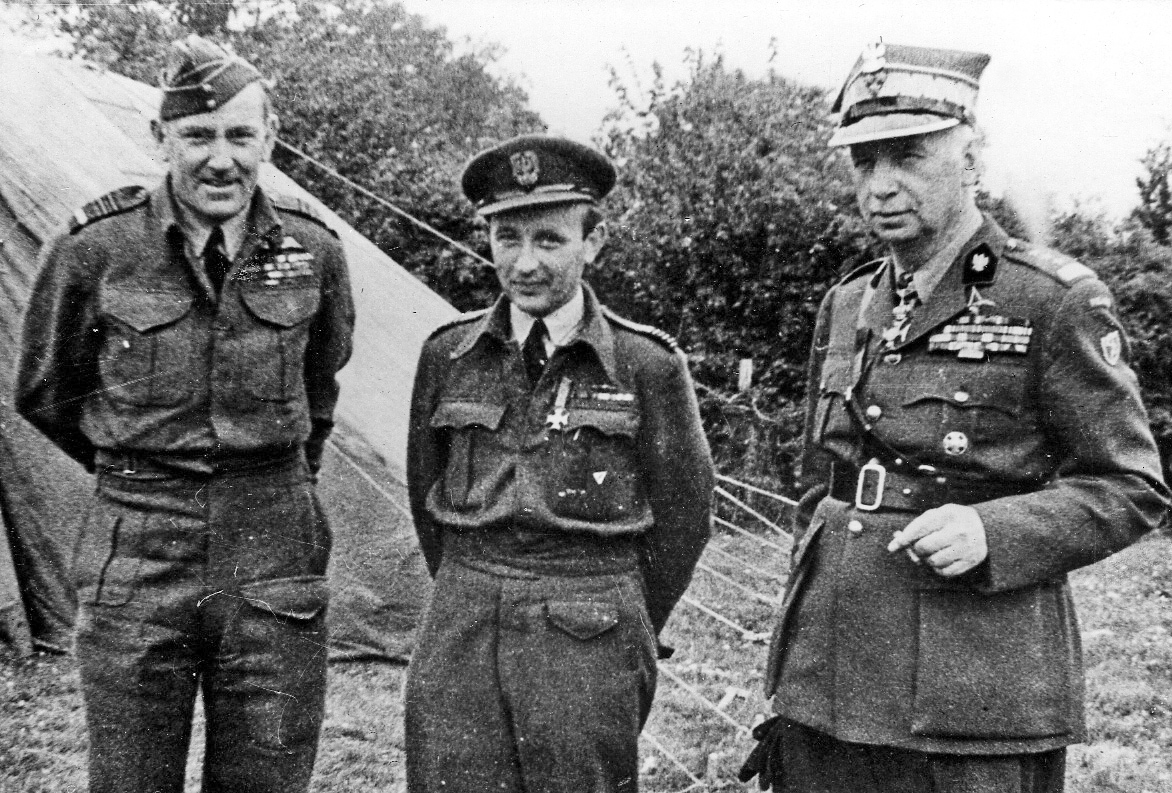
Stanisław Skalski z marsz. lotnictwa Arthurem Coninghamem (po lewej) oraz gen. Kazimierzem Sosnkowskim (po prawej), 1943

W lutym 1943 zgłosił się do Polskiego Zespołu Myśliwskiego (Polish Fighting Team), działającego od marca do maja 1943 w Afryce Północnej. Mimo iż oficjalnie dowódcą jednostki był Tadeusz Rolski, zaczęła ona być znana jako „cyrk Skalskiego”, w uznaniu umiejętności pilotów, a zwłaszcza Skalskiego. Odniósł tam trzy zwycięstwa. W 1943 został awansowany do stopnia majora w PSZ i do stopnia wing commander (podpułkownika) w RAF.
Po walkach w Afryce Anglicy zaoferowali Skalskiemu dowództwo (jako drugiemu Polakowi w historii, po Jerzym Jankiewiczu) brytyjskiego 601 dywizjonu RAF, który brał udział w desancie na Sycylii. Skalski dowodził nim od 4 lipca do 20 października 1943. Skalski następnie powrócił do Anglii i w grudniu 1943 został dowódcą polskiego 131 Skrzydła Myśliwskiego, w składzie dywizjonów: 302, 308, 317. Od kwietnia 1944 dowodził polskim 133 Skrzydłem Myśliwskim (dywizjony: 306, 315, brytyjski 129), które podczas D-Day osłaniało i wspierało lądujących w Normandii żołnierzy. Latał wówczas myśliwcem P-51 Mustang III. 24 czerwca 1944 zaliczono mu ostatnie zwycięstwa, odniesione w nietypowy sposób – dwa zaatakowane przez niego nad Francją myśliwce Bf 109, zderzyły się ze sobą.
We wrześniu 1944 Skalski został wysłany do wyższej szkoły wojennej do Fort Leavenworth w USA. Prowadził następnie wykłady z taktyki dla oficerów amerykańskiej 3 Armii Powietrznej. Próbował dostać się na staż do amerykańskich jednostek na Dalekim Wschodzie, lecz został odwołany do Anglii, gdzie służył w sztabie 11 Grupy Myśliwskiej, a od marca 1945 do lutego 1946 ponownie w 133 Skrzydle w Bad Eilsen. W grudniu 1946 roku wstąpił do Polskiego Korpusu Przysposobienia i Rozmieszczenia.

### Zasługi wojenne
W sumie Skalskiemu zaliczono oficjalnie, według tzw. listy Bajana, 18 zestrzelonych samolotów niemieckich, 2 zestrzelone zespołowo (zaliczone jako 11/12) i 2 prawdopodobnie oraz 4 i 1/3 uszkodzone, choć sam mówił o 22 zestrzelonych maszynach niemieckich. Sam był dwukrotnie zestrzelony podczas walki, po drugim zestrzeleniu ratował się na spadochronie i był mocno poparzony. Otrzymał odznaczenia m.in. Złoty (1944) i Srebrny (21 grudnia 1940) Krzyż Orderu Virtuti Militari (był jednym z siedmiu lotników polskich odznaczonych Krzyżem Złotym Orderu Virtuti Militari), brytyjskie Distinguished Service Order i Distinguished Flying Cross (jako jedyny cudzoziemiec – trzykrotnie), czterokrotnie Krzyż Walecznych, Order Krzyża Grunwaldu III klasy, Krzyż Kawalerski Orderu Odrodzenia Polski.

## Czasy powojenne

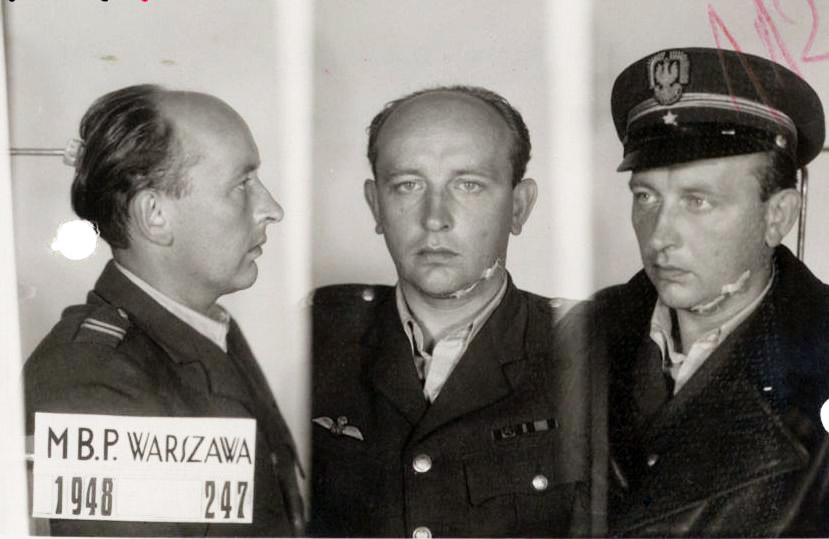
Stanisław Skalski po aresztowaniu przez MBP 1948

Po zakończeniu działań wojennych i rozwiązaniu Polskich Sił Powietrznych Stanisław Skalski otrzymał propozycję przyjęcia obywatelstwa brytyjskiego i dalszej służby w RAF z zachowaniem stopnia podpułkownika. Taką propozycję przedstawił mu osobiście gubernator brytyjskiej strefy okupacyjnej w Niemczech marsz. Shorto Douglas. Postanowił powrócić do powojennej Polski. 4 czerwca 1947 opuścił Edynburg i po czterech dniach dopłynął statkiem do Gdańska, gdzie początkowo trafił do obozu repatriacyjnego „Narwik”. Następnie jako jeden z niewielu polskich pilotów powracających do kraju, został przyjęty do nowo formowanego Wojska Polskiego, gdzie w lipcu 1947 objął stanowisko inspektora do spraw techniki pilotażu.
Dokładnie rok po opuszczeniu Wielkiej Brytanii, 4 czerwca 1948 zawiadomiony przez żonę innego pilota z okresu wojny, Władysława Śliwińskiego, o zniknięciu męża, rozpoczął jego poszukiwania. W ich trakcie został aresztowany przy ulicy Filtrowej w Warszawie przez funkcjonariuszy Ministerstwa Bezpieczeństwa Publicznego pod fałszywym zarzutem szpiegostwa na rzecz Wielkiej Brytanii we współpracy ze Śliwińskim. Początkowo Skalski był przetrzymywany w areszcie w siedzibie MBP przy ulicy Koszykowej, a od 25 lipca w areszcie na Rakowieckiej. Od października 1948 do lipca 1949 podczas śledztwa był brutalnie torturowany przez oficerów MBP, m.in. Józefa Różańskiego i Adama Humera. 7 kwietnia 1950, po błyskawicznie krótkiej rozprawie, został skazany przez sędziego mjra Mieczysława Widaja na karę śmierci w tzw. procesie kiblowym. Tuż po tym Stanisław Skalski odmówił skorzystania z możliwości napisania prośby o ułaskawienie. Po otrzymaniu wiadomości o skazaniu syna, ojciec Skalskiego zmarł w wyniku zawału serca, matka zaś wpadła pod tramwaj, doznając tylko niegroźnych obrażeń. 4 stycznia 1951 Najwyższy Sąd Wojskowy zatwierdził wyrok kary śmierci. 24 stycznia 1951 prezydent Bolesław Bierut wydał ułaskawienie S. Skalskiego, o co starała się matka skazanego, w wyniku czego kara śmierci została zamieniona na dożywocie (Stanisław Skalski został powiadomiony o tym 7 kwietnia 1951, co oznacza, że przez równo rok przebywał w celi oczekując na wykonanie kary śmierci). Był więziony w Zakładzie Karnym w Rawiczu, od grudnia 1953 w Zakładzie Karnym we Wronkach. Podczas uwięzienia spisywał swoje wspomnienia. Na początku 1954 roku prokuratora wojskowa podjęła działania weryfikujące oskarżenie Skalskiego. W 1955 adwokat Skalskiego złożył wniosek o przyśpieszenie rewizji wyroku. 31 marca 1956 roku do Najwyższego Sądu Wojskowego wpłynął wniosek o rewizję sprawy Skalskiego wniesiony przez Naczelnego Prokuratora Wojskowego gen. Zarakowskiego. Prokurator wnosił o złagodzenie kary więzienia Skalskiemu do 12 lat. Sąd nie zgodził się z wnioskiem i postanowieniem Najwyższego Sądu Wojskowego z 11 kwietnia 1956 Skalski został uwolniony z więzienia w dniu 20 kwietnia tego roku. Przyznano mu odszkodowanie w wysokości 79 tys. zł. W czerwcu 1956 w piśmie „Świat” ukazał się duży reportaż dotyczący fałszywych oskarżeń wobec Skalskiego.
Po zmianach w odwilży gomułkowskiej i rehabilitacji, w listopadzie 1956 powrócił do wojska i w stopniu majora został początkowo zatrudniony w sztabie Wojsk Lotniczych i Obrony Kraju. W 1957, w stopniu podpułkownika, przeszedł przeszkolenie na samolotach odrzutowych w Oficerskiej Szkole Lotniczej nr 5 w Radomiu. Służył jednak następnie głównie na stanowiskach biurowych. Na własną prośbę został przeniesiony do rezerwy 10 kwietnia 1972. 15 września 1988 uchwałą Rady Państwa został mianowany generałem brygady.
Jego wspomnienia z okresu kampanii wrześniowej pt. Czarne krzyże nad Polską było wpierw publikowane w odcinkach przez czasopismo „Kierunki”, a w 1957 zostały wydane przez wydawnictwo Ministerstwa Obrony Narodowej (ponadto w okresie więzienia Stanisław Skalski przygotowywał wspomnienia z innych okresów swojego życia i służby: Na podniebnym szlaku – do maja 1939, Miłość żąda ofiary – do 1945).

### Działalność polityczna i społeczna
W okresie PRL pozostawał bezpartyjny. Był wieloletnim członkiem Rady Naczelnej oraz Zarządu Głównego Związku Bojowników o Wolność i Demokrację, a także Rady Ochrony Pamięci Walk i Męczeństwa (w kadencji 1988–1990 oraz 1990–1992). 20 maja 1968 w stopniu pułkownika został sekretarzem generalnym Aeroklubu PRL. W styczniu 1971 roku wszedł w skład Obywatelskiego Komitetu Odbudowy Zamku Królewskiego w Warszawie na czele z I sekretarzem KW PZPR Józefem Kępą. W grudniu 1975 roku był sygnatariuszem Listu 59, który wyrażał sprzeciw polskich intelektualistów przeciwko zmianie Konstytucji PRL i wpisaniu do niej kierowniczej roli PZPR i wieczystego sojuszu z ZSRR. W latach 80. zaangażował się w działalność Zjednoczenia Patriotycznego „Grunwald”. 21 marca 1988 stanął na czele Komitetu Honorowego spotkania weteranów lotniczej służby, który został powołany z okazji 60-lecia dęblińskiej „Szkoły Orląt”. W lutym 1989 wszedł w skład działającej przy Radzie Ochrony Pamięci Walk i Męczeństwa Komisji do spraw Upamiętnienia Ofiar Represji Okresu Stalinowskiego. W 1989 był przewodniczącym Obywatelskiego Komitetu ds. Rewaloryzacji Grobu Nieznanego Żołnierza w Warszawie.
W wyborach parlamentarnych w 1991 kandydował bez powodzenia do Sejmu z ramienia Chrześcijańskiej Demokracji w okręgu bielskim (otrzymał 3052 głosy). Wspierał protesty Związku Zawodowego „Samoobrona”. W 1992 był współzałożycielem partii Przymierze Samoobrona. W wyborach parlamentarnych w 1993 kandydował bezskutecznie z 1. miejsca listy utworzonego przez nią komitetu Samoobrona – Leppera do Sejmu w okręgu warszawskim (otrzymał 5020 głosów). Był członkiem założonego w 1993 przez Andrzeja Leppera „Komitetu Samoobrony Narodu”. Napisał również przedmowę do jego książki Samoobrona. Dlaczego? Przed czym?.
Przed wyborami prezydenckimi w 2000 był członkiem komitetu wyborczego gen. Tadeusza Wileckiego. Związał się ze Stowarzyszeniem Ofiar Wojny Mieczysława Janosza. W okresie tym pozostawał na uboczu życia publicznego. W sporadycznych wywiadach w prasie wypowiadał się w duchu nacjonalistycznym na tematy polityczne i społeczne, pisywał także w tygodniku „Ojczyzna” Bogusława Jeznacha.
W 1996 należał do grupy generałów - współzałożycieli Klubu Generałów WP.

### Starość i śmierć

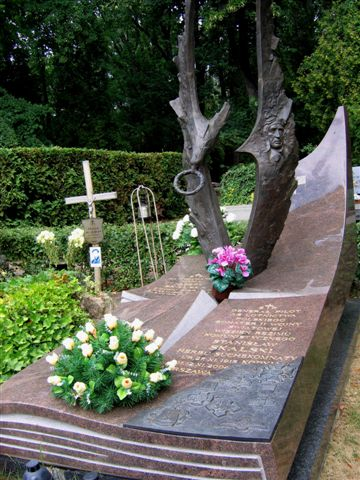
Grób Stanisława Skalskiego na cmentarzu Wojskowym na Powązkach w Warszawie

Prasa donosiła, że w ostatnich latach życia, jako człowiek schorowany i uzależniony od pomocy osób trzecich, został okradziony przez swoich opiekunów, którzy przejęli mieszkanie i oszczędności. Ostatnie miesiące życia spędził w domu pomocy społecznej. Zmarł 12 listopada 2004. Został pochowany na cmentarzu Wojskowym na Powązkach (kwatera A29-tuje-3). W pogrzebie uczestniczył m.in. były prezydent RP na uchodźstwie Ryszard Kaczorowski oraz przewodniczący Samoobrony RP Andrzej Lepper. W imieniu żołnierzy Wojska Polskiego, zmarłego pożegnał ówczesny zastępca dowódcy Sił Powietrznych gen. dyw. pil. Stanisław Targosz.

## Publikacje
- Czarne krzyże nad Polską. Warszawa: Wydawnictwo MON, 1957. OCLC 844441410. Brak numerów stron w książce

## Upamiętnienie

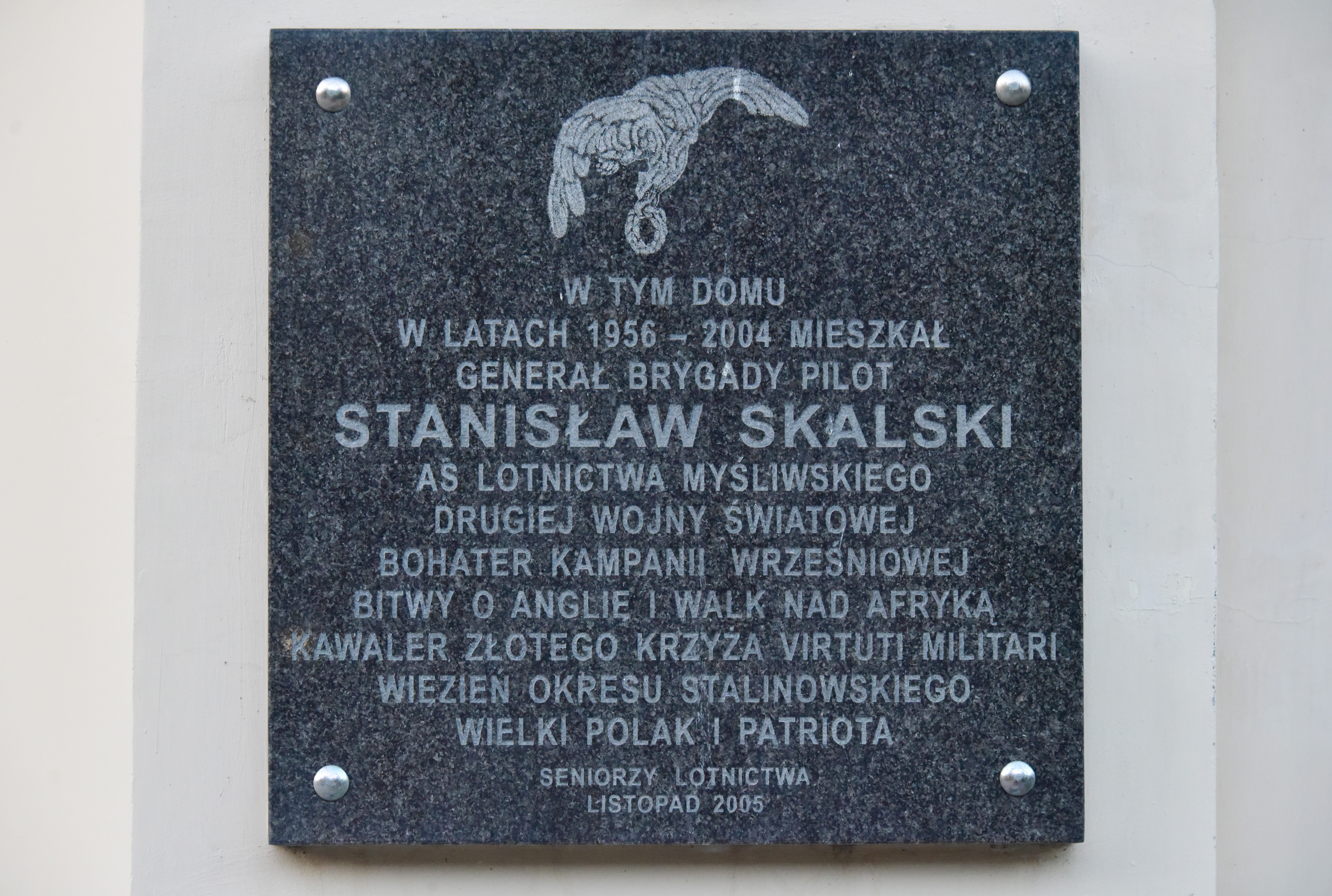
Tablica upamiętniająca Stanisława Skalskiego przy al. Wyzwolenia 10 w Warszawie

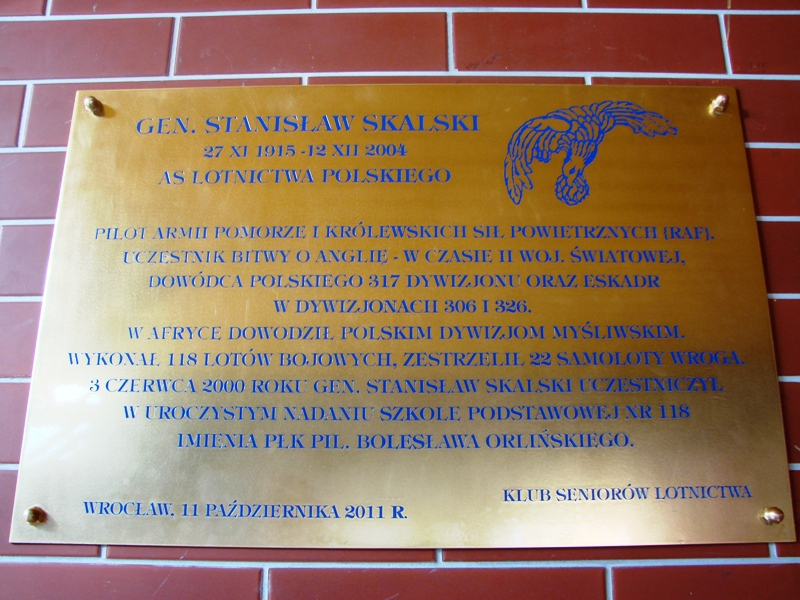
Tablica upamiętniająca Stanisława Skalskiego we Wrocławiu

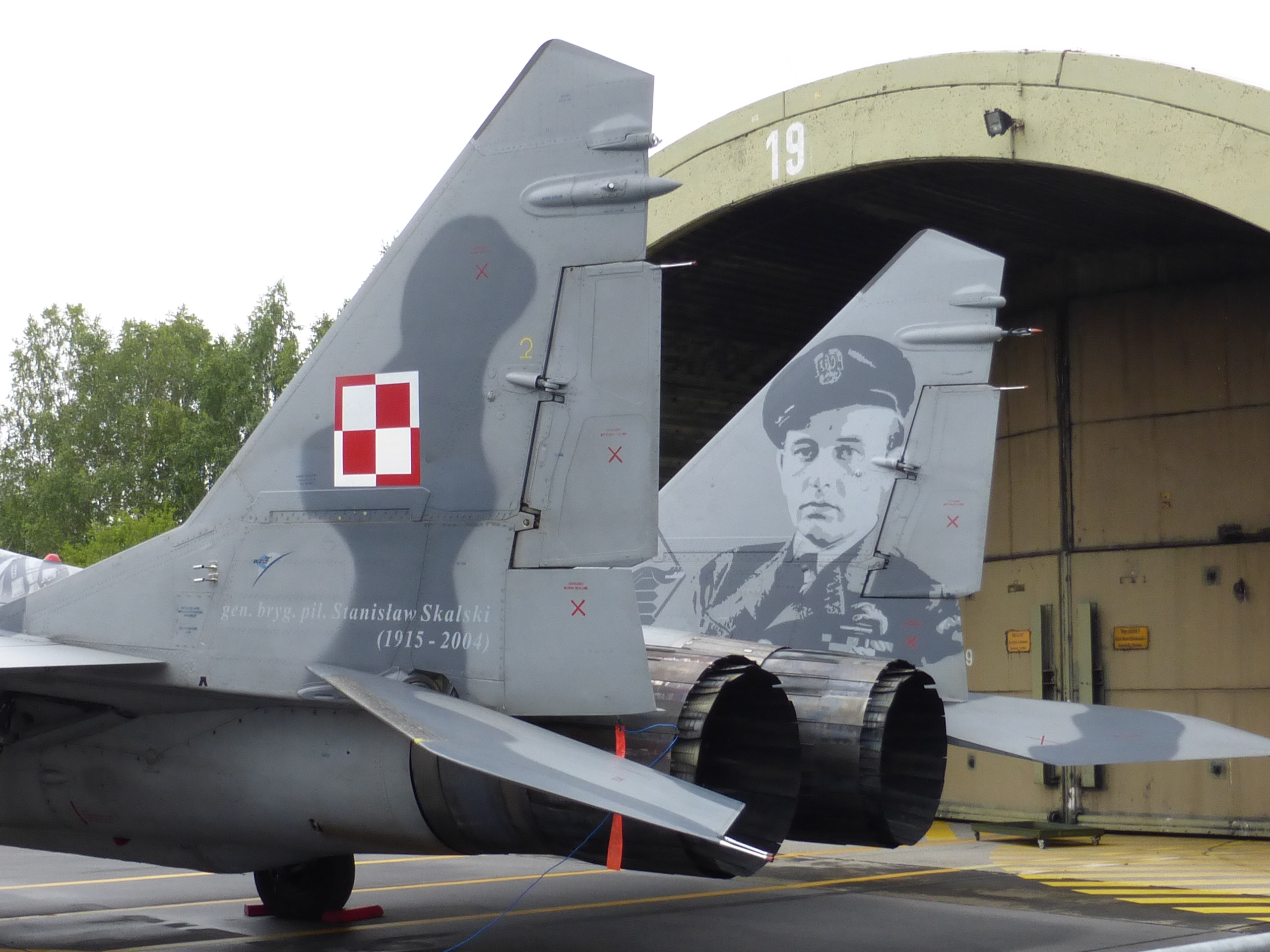
MiG-29 nr 4105

### Strona WWW poświęcona Stanisławowi Skalskiemu
www.stanislawskalski.pl

### Kultura
W 2005 roku powstał film dokumentalny reżyserii Zbigniewa Kowalewskiego pt. „Spętany anioł” zawierający m.in. liczne wypowiedzi samego generała.
W 2008 powstał wyreżyserowany przez Agnieszkę Bujas film „Żyłem, jak chciałem” opowiadający o losach Stanisława Skalskiego.
W 2007 ukazała się biografia generała autorstwa Katarzyny Ochabskiej pt. „Stanisław Skalski”. W 2015 Grzegorz Sojda i Grzegorz Śliżewski opublikowali kolejną biografię tego lotnika pt. „Generał pilot Stanisław Skalski: portret ze światłocieniem”.

### Tablice pamiątkowe
Odsłonięto tablice upamiętniające Stanisława Skalskiego: w listopadzie 2005 na domu, w którym mieszkał, przy al. Wyzwolenia 10 w Warszawie, 11 października 2011 w Szkole Podstawowej nr 118 im. płk. pil. Bolesława Orlińskiego we Wrocławiu.

### Patronaty
Patronat Stanisława Skalskiego przyjęły Wrocławski Klub Seniorów Lotnictwa, Szkoła Podstawowa im. gen. Stanisława Skalskiego w Polichnie, Zespół Szkół im. gen. Stanisława Skalskiego w Woli Mystkowskiej, Aeroklub Pomorski im. gen. Pilota Stanisława Skalskiego w Toruniu.
2 listopada 2015 roku podsekretarz stanu Maciej Jankowski, działając z upoważnienia Ministra Obrony Narodowej, nadał 22 Bazie Lotnictwa Taktycznego w Malborku imię gen. bryg. pil. Stanisława Skalskiego.

### Ulice i place
Dodatkowo 30 grudnia 2004 Rada Miasta Torunia przyjęła uchwałę nadającą nazwę „Plac Generała Pilota Stanisława Skalskiego” skrzyżowaniu ulic Okrężnej i Broniewskiego.
7 października 2010 roku warszawskiej ulicy pozostającej do tej pory bez nazwy, znajdującej się na Gocławiu w dzielnicy Praga-Południe nadano nazwę ulicy gen. Stanisława Skalskiego.

### Inne
Wizerunek pilota został umieszczony na samolocie myśliwskim MiG-29 nr 4105 z 22 Bazy Lotnictwa Taktycznego.

## Awanse
Polska
- kapral podchorąży (II RP)
- podporucznik (1938, II RP)
- porucznik (1941, PSZ)
- kapitan (1942, PSZ)
- major (1943, PSZ)
- podpułkownik (1957, PRL)
- pułkownik (1968, PRL)
- generał brygady (1988, PRL)

Anglia
- porucznik – (ang. flight lieutenant), 1941
- major – (ang. squadron leader), 1942
- podpułkownik – (ang. wing commander), 1943

## Ordery i odznaczenia

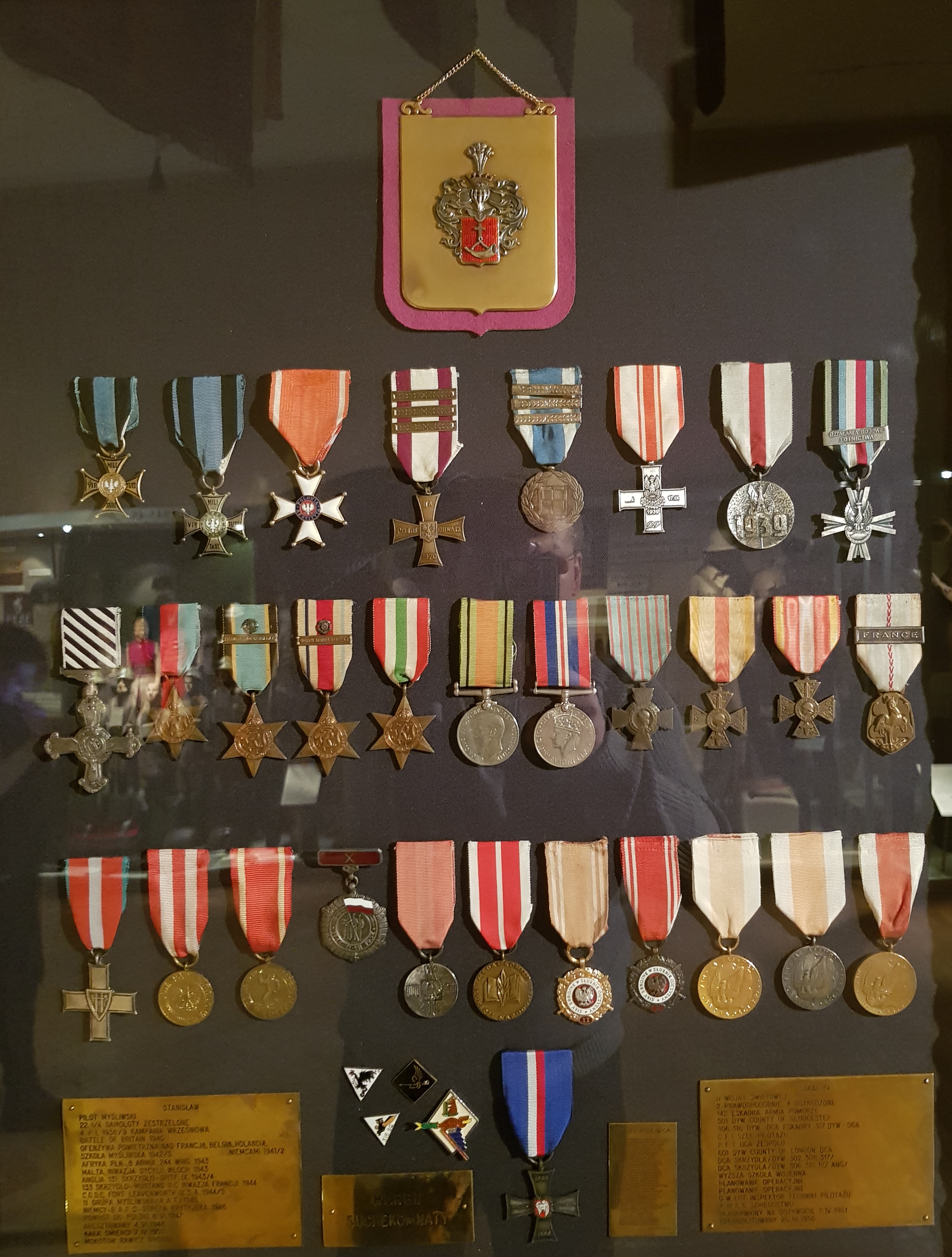
Odznaczenia gen. Stanisława Skalskiego w zbiorach Muzeum Wojska Polskiego

- Krzyż Złoty Orderu Wojennego Virtuti Militari (25 września 1944)[54]
- Krzyż Srebrny Orderu Wojennego Virtuti Militari (21 grudnia 1940)[54]
- Krzyż Kawalerski Orderu Odrodzenia Polski
- Order Krzyża Grunwaldu III klasy
- Krzyż Walecznych (czterokrotnie)
- Medal Lotniczy (czterokrotnie)[54]
- Krzyż Kampanii Wrześniowej 1939
- Medal „Za udział w wojnie obronnej 1939”;
- Krzyż Czynu Bojowego Polskich Sił Zbrojnych na Zachodzie z klamrą „Działania bojowe lotnictwa” (1989)[55]
- Medal Zwycięstwa i Wolności 1945
- Medal za Warszawę 1939–1945
- Medal 10-lecia Polski Ludowej
- Medal 30-lecia Polski Ludowej
- Medal Komisji Edukacji Narodowej
- Złoty Medal „Siły Zbrojne w Służbie Ojczyzny”
- Srebrny Medal „Siły Zbrojne w Służbie Ojczyzny”
- Złoty Medal „Za zasługi dla obronności kraju”
- Srebrny Medal „Za zasługi dla obronności kraju”
- Brązowy Medal „Za zasługi dla obronności kraju”
- Krzyż Więźnia Politycznego (SPbWP)
- Odznaka za Rany i Kontuzje
- Medal Polonia Mater Nostra Est (2000)
- Medal "Zasłużonemu dla Lotnictwa" (1972)[56]
- Medal "50-lecia lotnictwa sportowego w Polsce" (1969)[57]
- Złota odznaka „Za pracę społeczną dla miasta Krakowa” (1971)[58]
- Medal pamiątkowy Grudziądzkiego Towarzystwa Kulturalnego dla upamiętnienia I Zjazdu oficerów służby stałej kawalerii II RP[59].
- Statuetka Ikara (1987)[60]
- Brytyjski Distinguished Service Order[54]
- Brytyjski Krzyż Wybitnej Służby Lotniczej (trzykrotnie)[54]
- Brytyjska Gwiazda za Wojnę 1939–1945
- Brytyjska Gwiazda Załóg Lotniczych Europy z klamrą „France and Germany”
- Brytyjska Gwiazda Afryki z klamrą „North Africa 1942-43”
- Brytyjska Gwiazda Italii
- Brytyjski Medal Obrony
- Brytyjski Medal Wojny 1939–1945
- Francuski Krzyż Kombatanta (Croix du Combattant)
- Francuski Krzyż Kombatanta-Ochotnika 1914–1918 (Croix du Combattant Volontaire 1914-1918)
- Francuski Krzyż Kombatanta-Ochotnika 1939–1945 (Croix du Combattant Volontaire 1939–1945)
- Francuski Medal Pamiątkowy Wojny 1939–1945 (Medaille commemorative de la Guerre 1939–1945) z klamrą „FRANCE”

## Wyniki wyborcze
| Wybory | Komitet wyborczy | Komitet wyborczy          | Organ            | Okręg | Wynik        |
| ------ | ---------------- | ------------------------- | ---------------- | ----- | ------------ |
| 1991   |                  | Chrześcijańska Demokracja | Sejm I kadencji  | nr 34 | 3052 (1,02%) |
| 1993   |                  | Samoobrona – Leppera      | Sejm II kadencji | nr 1  | 5020 (0,63%) |